# Lijst van nummer 1-hits in de UK Singles Chart in 2012
Deze hits stonden in 2012 op nummer 1 in de UK Singles Chart:
| Nummer | Datum        | Artiest                                             | Titel                                              |
| ------ | ------------ | --------------------------------------------------- | -------------------------------------------------- |
| 1183   | 1 januari    | Coldplay                                            | Paradise                                           |
| 1184   | 8 januari    | Flo Rida                                            | Good feeling                                       |
| 1185   | 15 januari   | Jessie J                                            | Domino                                             |
|        | 22 januari   | Jessie J                                            | Domino                                             |
| 1186   | 29 januari   | Cover Drive                                         | Twilight                                           |
| 1187   | 5 februari   | David Guetta & Sia                                  | Titanium                                           |
| 1188   | 12 februari  | Gotye & Kimbra                                      | Somebody that I used to know                       |
| 1189   | 19 februari  | DJ Fresh & Rita Ora                                 | Hot right now                                      |
| 1188   | 26 februari  | Gotye & Kimbra                                      | Somebody that I used to know                       |
|        | 4 maart      | Gotye & Kimbra                                      | Somebody that I used to know                       |
|        | 11 maart     | Gotye & Kimbra                                      | Somebody that I used to know                       |
|        | 18 maart     | Gotye & Kimbra                                      | Somebody that I used to know                       |
| 1190   | 25 maart     | Katy Perry                                          | Part of me                                         |
| 1191   | 1 april      | Chris Brown                                         | Turn up the music                                  |
| 1192   | 8 april      | Carly Rae Jepsen                                    | Call me maybe                                      |
|        | 15 april     | Carly Rae Jepsen                                    | Call me maybe                                      |
|        | 22 april     | Carly Rae Jepsen                                    | Call me maybe                                      |
|        | 29 april     | Carly Rae Jepsen                                    | Call me maybe                                      |
| 1193   | 6 mei        | Tulisa                                              | Young                                              |
| 1194   | 13 mei       | Rita Ora & Tinie Tempah                             | R.I.P.                                             |
|        | 20 mei       | Rita Ora & Tinie Tempah                             | R.I.P.                                             |
| 1195   | 27 mei       | Fun. & Janelle Monáe                                | We are young                                       |
| 1196   | 3 juni       | Rudimental & John Newman                            | Feel the love                                      |
| 1197   | 10 juni      | Gary Barlow, The Commonwealth Band & Military Wives | Sing                                               |
| 1198   | 17 juni      | Cheryl                                              | Call my name                                       |
| 1199   | 24 juni      | Maroon 5 & Wiz Khalifa                              | Payphone                                           |
| 1200   | 1 juli       | will.i.am & Eva Simons                              | This is love                                       |
| 1199   | 8 juli       | Maroon 5 & Wiz Khalifa                              | Payphone                                           |
| 1201   | 15 juli      | Florence + The Machine                              | Spectrum (Say my name)                             |
|        | 22 juli      | Florence + The Machine                              | Spectrum (Say my name)                             |
|        | 29 juli      | Florence + The Machine                              | Spectrum (Say my name)                             |
| 1202   | 5 augustus   | Wiley & Ms. D                                       | Heatwave                                           |
|        | 12 augustus  | Wiley & Ms. D                                       | Heatwave                                           |
| 1203   | 19 augustus  | Rita Ora                                            | How we do (Party)                                  |
| 1204   | 26 augustus  | Sam and the Womp                                    | Bom bom                                            |
| 1205   | 2 september  | Little Mix                                          | Wings                                              |
| 1206   | 9 september  | Ne-Yo                                               | Let me love you (Until you learn to love yourself) |
| 1207   | 16 september | The Script & will.i.am                              | Hall of Fame                                       |
|        | 23 september | The Script & will.i.am                              | Hall of Fame                                       |
| 1208   | 30 september | PSY                                                 | Gangnam style                                      |
| 1209   | 7 oktober    | Rihanna                                             | Diamonds                                           |
| 1210   | 14 oktober   | Swedish House Mafia & John Martin                   | Don't you worry child                              |
| 1211   | 21 oktober   | Calvin Harris & Florence Welch                      | Sweet nothing                                      |
| 1212   | 28 oktober   | Labrinth & Emeli Sandé                              | Beneath your beautiful                             |
| 1213   | 4 november   | Robbie Williams                                     | Candy                                              |
|        | 11 november  | Robbie Williams                                     | Candy                                              |
| 1214   | 18 november  | One Direction                                       | Little things                                      |
| 1215   | 25 november  | Olly Murs & Flo Rida                                | Troublemaker                                       |
|        | 2 december   | Olly Murs & Flo Rida                                | Troublemaker                                       |
| 1216   | 9 december   | Gabrielle Aplin                                     | The power of love                                  |
| 1217   | 16 december  | James Arthur                                        | Impossible                                         |
| 1218   | 23 december  | The Justice Collective                              | He ain't heavy, he's my brother                    |
| 1217   | 30 december  | James Arthur                                        | Impossible                                         |

1952 ·
1953 ·
1954 ·
1955 ·
1956 ·
1957 ·
1958 ·
1959 ·
1960 ·
1961 ·
1962 ·
1963 ·
1964 ·
1965 ·
1966 ·
1967 ·
1968 ·
1969 ·
1970 ·
1971 ·
1972 ·
1973 ·
1974 ·
1975 ·
1976 ·
1977 ·
1978 ·
1979 ·
1980 ·
1981 ·
1982 ·
1983 ·
1984 ·
1985 ·
1986 ·
1987 ·
1988 ·
1989 ·
1990 ·
1991 ·
1992 ·
1993 ·
1994 ·
1995 ·
1996 ·
1997 ·
1998 ·
1999 ·
2000 ·
2001 ·
2002 ·
2003 ·
2004 ·
2005 ·
2006 ·
2007 ·
2008 ·
2009 ·
2010 ·
2011 ·
2012 ·
2013 ·
2014 ·
2015 ·
2016 ·
2017 ·
2018 ·
2019 ·
2020 ·
2021
- Nederland (Top 40)
- Nederland (Single Top 100)
- Nederland (3FM Mega Top 50)
- Nederland (iTunes Top 30)
- Nederland (Graadmeter)
- Vlaanderen (Radio 2 Top 30)
- Vlaanderen (Ultratop 50)
- Vlaanderen (Top 30 van Ultratop)
- Vlaanderen (De Afrekening)
- Wallonië
- Australië
- Canada
- Denemarken
- Duitsland
- Finland
- Frankrijk
- Ierland
- Italië
- Luxemburg
- Nieuw-Zeeland
- Noorwegen
- Oostenrijk
- Polen
- Portugal
- Spanje
- Verenigd Koninkrijk
- Verenigde Staten (Hot 100)
- Zweden
- Zwitserland